# Беле (Підляське воєводство)
Беле (пол. Biele) — село в Польщі, у гміні Юхновець-Косьцельний Білостоцького повіту Підляського воєводства.
Населення — 142 особи (2011).
У 1975-1998 роках село належало до Білостоцького воєводства.

## Демографія
Демографічна структура станом на 31 березня 2011 року:
|          | Загалом | Допрацездатний вік | Працездатний вік | Постпрацездатний вік |
| -------- | ------- | ------------------ | ---------------- | -------------------- |
| Чоловіки | 72      | 14                 | 45               | 13                   |
| Жінки    | 70      | 16                 | 34               | 20                   |
| Разом    | 142     | 30                 | 79               | 33                   |